# Барањска жупанија (бивша)
Барањска жупанија (лат. Comitatus Baraniensis) је била жупанија, односно управна јединица средњовековне Краљевине Угарске (11—16. век), хабзбуршке Краљевине Угарске (између 17. и 20. века), а потом и покрајине Банат, Бачка и Барања у Краљевству Срба, Хрвата и Словенаца (1918—1921. године). Управно седиште жупаније био је град Печуј (данас у саставу Мађарске). Већи део територије ове жупаније је данас у оквиру Мађарске, док је мањи део у оквиру Хрватске.

## Географија
У време Аустроугарске, Барањска жупанија се граничила са жупанијама Шомођ, Толна, Бачко-бодрошком и Вировитичком (ова последња је била у саставу Хрватске-Славоније). Жупанија се налазила у регији Барања, дуж река Дунав и Драва. 1910. године је површина жупаније износила 5.176 km².

## Историја
Жупанија је формирана у 11. веку као једна од жупанија Угарске и првобитно је обухватала подручја са обе стране реке Драве (данашњу Барању и део данашње Славоније). Након османског освајања у 16. веку, жупанија престаје да постоји, а овде се формира Мохачки санџак, административна јединица Османског царства.
Крајем 17. века, ово подручје постаје део Хабзбуршке монархије, а Барањска жупанија се обнавља у оквиру Краљевине Угарске. Нова жупанија је, међутим, за разлику од средњовековне, обухватала само подручја на левој обали Драве.
Распадом Хабзбуршке монархије (Аустроугарске) 1918. године, ово подручје улази у састав покрајине Банат, Бачка и Барања, која је била део Краљевине Србије, а потом и Краљевства Срба, Хрвата и Словенаца. Барањска жупанија је била једна од административних јединица Баната, Бачке и Барање 1918-1921. године.
Тријанонским споразумом из 1920. године, предвиђена је подела Барање и Бачке између Краљевства СХС и Мађарске. Због незадовољства овом одлуком, део становништва у деловима Барање и Бачке који је требало да припадну Мађарској прогласио је 1921. године краткотрајну Барањско-бајску републику. Након пропасти ове републике, већи део Барање ушао је у састав Мађарске где је организован као Барањска жупанија. Мањи, јужни део Барање, који је остао у саставу Краљевства СХС укључен је у састав нове Бачко-барањске жупаније.
Југословенски део Барање је 1941. године окупирала Мађарска, која га је укључила у своју Барањску жупанију. Ова жупанија је између 1941. и 1944. године поново имала границе као у доба Аустроугарске. Након Другог светског рата, југословенски део Барање је најпре укључен у састав аутономне Војводине, а потом у састав Хрватске, једне од република нове социјалистичке Југославије.

## Демографија
Говорни језици, 1910. године:
- мађарски = 199.659 (56,6%)
- немачки = 112.297 (31,9%)
- српски = 13.048 (3,7%)
- хрватски = 10.159 (2,9%)

Религија, 1910. године:
- Католици = 272.866 (77,4%)
- Калвинисти = 41.201 (11,7%)
- Лутерани = 14.617 (4,2%)
- Православни = 14.114 (4,0%)
- Јевреји = 8.828 (2,5%)

## Управна подела
Почетком 20. века, управна подела Барањске жупаније била је следећа:
| Срез              | Срез       |
| Срез              | Седиште    |
| ----------------- | ---------- |
| Брањин Врх        | Дарда      |
| Хеђхат            | Шашд       |
| Мохач             | Мохач      |
| Печуј             | Печуј      |
| Печварад          | Печварад   |
| Шиклош            | Шиклош     |
| Сентлоринц        | Сентлоринц |
| Градови — срезови |            |
| Печуј             |            |